# 의령 시조창

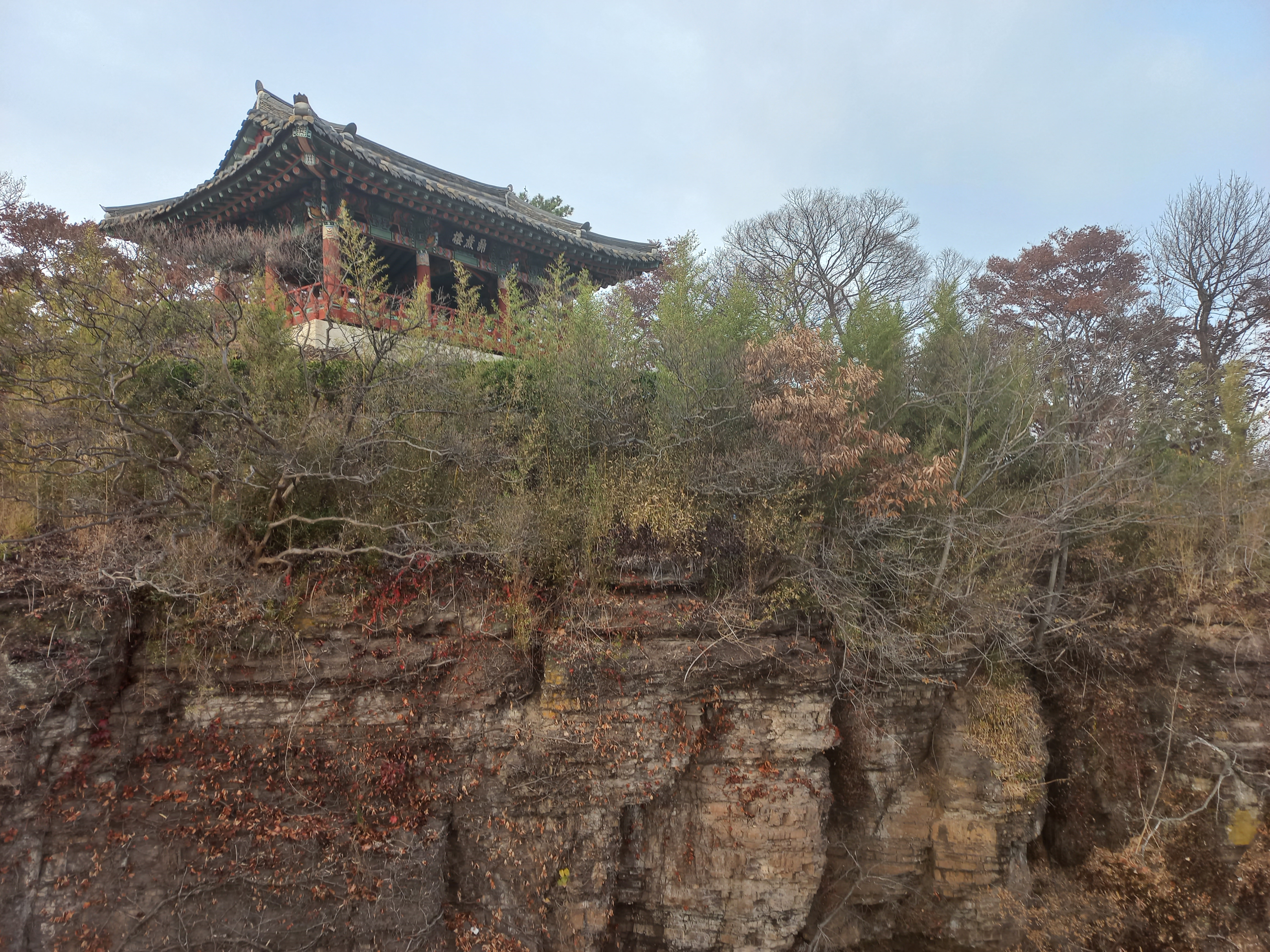

의령 3대 전통음악 중 하나인 의령 시조창은 경상남도 지역 의령의 대표적인 장소 정암루에 올라 절경을 바라보며 많이 읊었다고 한다. 시조창은 시에다 곡을 붙여 부르는 노래로 오랜세월 사람들이 즐겨부르던 우리나라 고유의 전통음악이라고 할 수 있다. 의령 정암루 옆에는 풍물놀이와 같은 민속음악을 부르며 나와서 중간에서 서로 만났다가 다시 돌아가는 유명한 정암철교도 있다.